# روبرت فيت
روبرت فيت (بالإنجليزية: Robert Fate)‏ (1935، أوكلاهوما سيتي في الولايات المتحدة)؛ روائي أمريكي. درس في جامعة باريس.